# کترمن (ویرجینیای غربی)
کترمن (به انگلیسی: Ketterman) یک منطقهٔ مسکونی در ایالات متحده آمریکا است که در شهرستان پندلتن، ویرجینیای غربی واقع شده‌است.